# Karl Heise
Pour les articles homonymes, voir Heise.
Karl Heise né en 1872 à Laucha an der Unstrut et décédé en 1939 est un essayiste allemand résidant dans le canton de Zurich.

## Biographie
Karl Heise, membre de la Société Guido von List, fut une figure emblématique de la scène végétarienne et du culte Mazdaznan à Zurich, membre de la communauté mazdaznan Aryana à Herrliberg. Son frère Heinrich en était également membre.
Son déplacement à Zurich fut motivé pour des raisons professionnelles, étant imprimeur de formation, il rejoignit l'imprimerie Orell Füssli. Il fut par ailleurs théosophe et un auteur antimaçonnique.

## Thèses sur l'antimaçonnisme
Dans son livre Entente-Freimaurerei und Weltkrieg, il dénonce un complot maçonnique et juif d'avoir orchestré la Première Guerre mondiale. Ce livre fut financé par Rudolf Steiner qui écrivit la préface de la première édition de 1919,,.

## Œuvres

### Livres
- Passionslegende und Osterbotschaft im Lichte der occulten Forschung, sous-titré Zwei Vorträge gehalten am 17. und 29. März 1907 in der Freien Theosophischen Gesellschaft in Zürich, Perlen vom Ostens, 2. Zürich 1907.
- Lourdes, Lorch 1908.
- Karma. Das universale Moralgesetz der Welt, sous-titré Nach einem Vortrage gehalten in der Freien Theosophischen Gesellschaft in Zürich, Lorch 1909.
- Das Alter der Welt im Lichte der okkulten Wissenschaft, Leipzig, 1910.
- Okkultes Logentum. Leipzig 1921,
- Der katholische Ansturm wider den Okkultismus, 1923.
- Parsifal. Ein Bühnenweih-Festspiel Richard Wagners in okkult-esoterischer Beleuchtung, Berlin-Pankow 1924.
- Wie aus Traum und anderen übersinnlichen Tatsachen Weltgeschichte wurde, Zürich 1930.
- Die esoterische Bedeutung der Tellensage, Zürich 1930.
- Entente-Freimaurerei und Weltkrieg, sous-titré: Ein Beitrag zur Geschichte des Weltkrieges und zum Verständnis der wahren Freimaurerei, Ernst Findh, Bâle, 1re édition 1919, 2e édition 1920, puis 1932. Texte en ligne
- Das Alter der Welt im Lichte der okkulten Forschung
- Die astrale Konstitution des Menschen. Vom Standpunkte der okkulten Wissenschaft aus dargelegt. Leipzig.

### Publications dans des revues
- Germaniens Runenkunde. Die Initation in das Geheimnis der Ario-Germanischen Sieben Ur-Heils-Runen. In: Theosophische Kultur, 3. Jahrgang, Februar 1911, Heft 2.
- Die Freimaurerei in aller Welt, in: Weltkampf, 3. Jg. Heft